# 47 Tucanae
47 Tucanae (NGC 104) ou apenas 47 Tuc é um aglomerado globular situado na constelação de Tucana. Está a de cerca de 16 700 anos-luz de distância da Terra, e tem 120 anos-luz de diâmetro. Pode ser visto a olho nu, e é brilhante o suficiente para ganhar uma designação de Flamsteed com uma magnitude visual de 4,0. É apenas uma de um pequeno número de características com essa designação do céu do sul.
47 Tucanae foi descoberto por Nicolas Louis de Lacaille em 1751; a sua localização muito ao sul tem escondido de observadores europeus até então. O aglomerado aparece aproximadamente com o tamanho da lua cheia no céu em condições ideais.
É o segundo aglomerado globular mais brilhante no céu (depois de Omega Centauri), e é conhecido por ter um núcleo muito brilhante e denso. Ele tem de 22 pulsares milisegundos conhecidos, e pelo menos 21 estrelas retardatárias azuis (blue stragglers) perto do centro.
47 Tucanae está incluído no Catálogo Caldwell de Sir Patrick Moore como C106.
NGC 104 concorre com NGC 5139 (Omega Centauri) para o título: O mais esplêndido Aglomerado Globular no céu. NGC 104 tem duas características em seu favor. Ele é arredondado e tem um centro mais compacto. No entanto, devido à localização, mais observadores vão para NGC 5139.

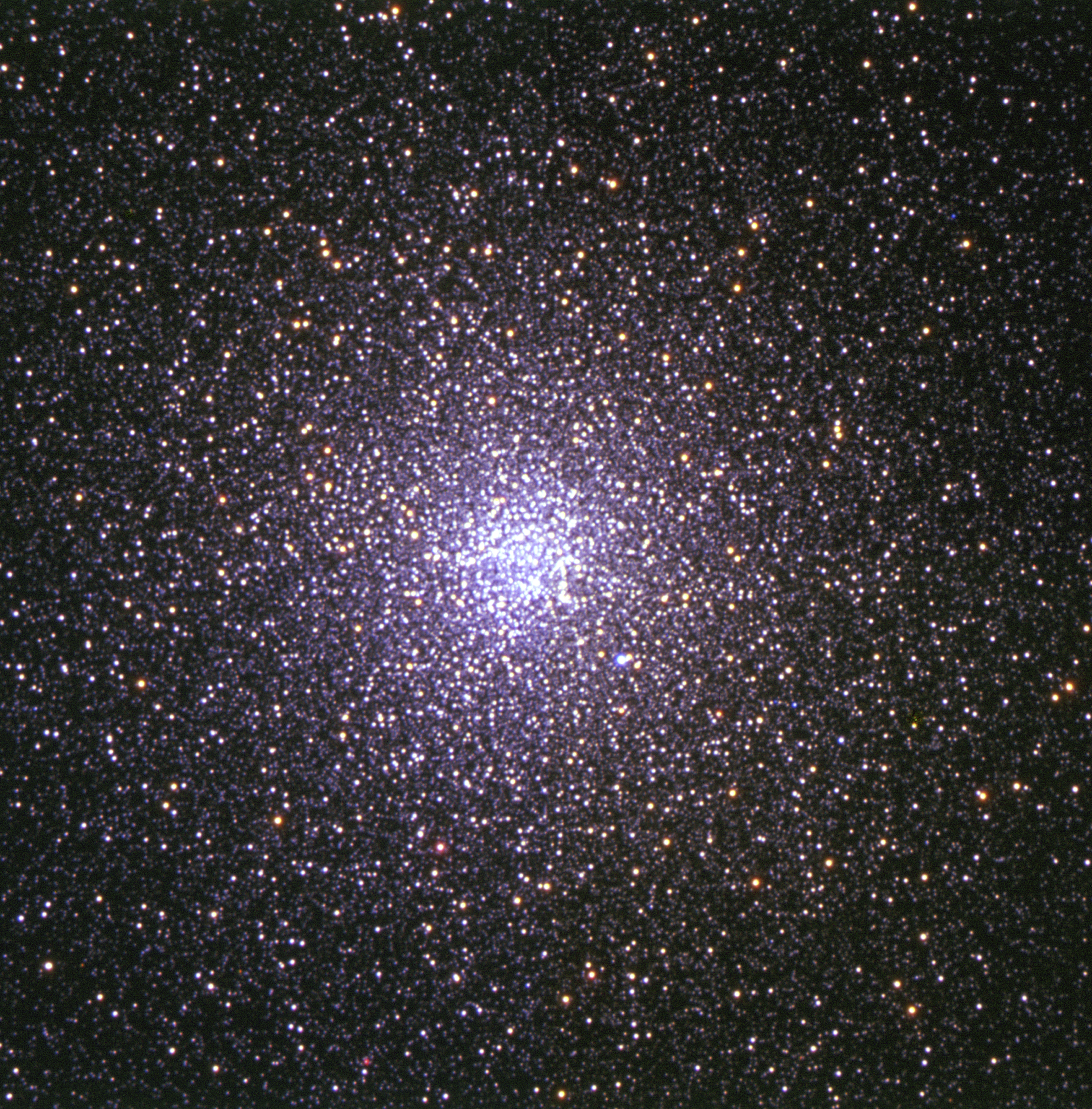
Aglomerado Globular 47 Tucanae. Crédito: ESO